# Heather Graham
Heather Joan Graham (Milwaukee, Wisconsin, 29 de enero de 1970) es una actriz estadounidense. Después de aparecer en anuncios de televisión, su primer papel protagonista en un largometraje llegó con la comedia adolescente License to Drive (1988), seguida de la película aclamada por la crítica Drugstore Cowboy (1989), que obtuvo reconocimiento de la industria.
Luego interpretó papeles secundarios en películas como Shout (1991), Diggstown (1992), Six Degrees of Separation (1993), Swingers (1996) y en la serie Twin Peaks (1991) y su precuela Twin Peaks: Fire Walk with Me antes de obtener el elogio crítico en la película de Paul Thomas Anderson Boogie Nights (1997) como Brandy/Rollergirl. En 1999, actuó en Bowfinger y Austin Powers: The Spy Who Shagged Me.
En la década de 2000, Graham actuó las películas Committed (2000), Say It Isn't So (2001), Mary (2005), Gray Matters (2007), The Hangover (2009) y su secuela, The Hangover Part III (2013). También tuvo un papel en la serie Scrubs en 2004, antes de interpretar el personaje principal en la serie Emily's Reasons Why Not en 2006. También tuvo papeles recurrentes en la serie de Showtime Californication (2014) y la serie de Netflix Flaked (2016).
Conocida por retratar personajes con atractivo sexual, a menudo aparece en listas de revistas de mujeres más bellas y más atractivas. 
Graham es una defensora pública de Children International.

## Biografía

### Niñez y primera etapa de su carrera
Heather nació en Milwaukee, Wisconsin, en el Hospital St. Michaels. Heather fue criada en una familia católica (pero no es practicante) y de ascendencia irlandesa.
Su padre, Jim, es un agente jubilado del FBI y su madre, Joan, es escritora de cuentos infantiles. Heather tiene una hermana pequeña, Aimee, la cual aspira a convertirse en actriz y escritora. Creció en Virginia y fue educada en North Springfield Elementary School, situada en Springfield (Virginia). Su familia se mudó a The Conejo Valley, California, donde se educó en Sumac Elementary School y Lindero Canyon Middle School y en Agoura High School, donde se graduó en 1988.
En un primer momento, los padres de Heather la apoyaron en su carrera de actriz (su madre solía llevarla a las audiciones), pero no la dejaban aparecer en ningún papel que le exigiera protagonizar escenas de sexo. Finalmente Heather apareció completamente desnuda en varias escenas de la película Boogie Nights (1997), papel por el que se peleó con sus padres.
En 1991, Heather apareció en la serie de televisión Twin Peaks, y posteriormente también participó en la película de la serie.
Tras la escuela secundaria estudió en la Universidad de California, en Los Ángeles donde conoció al actor James Woods. Después de dos años en la universidad, dejó las clases para dedicar todo su tiempo a su carrera de actriz sin hacer caso a los consejos de sus padres. Para ello se mudó a Hollywood, donde tuvo diferentes trabajos mientras intentaba convertirse en una estrella del cine.

## Carrera en el cine y la televisión

### 1984-1988: Comienzos artísticos
La primera aparición de Graham en una película fue un cameo sin acreditar en Mrs. Soffel (1984). Su primera aparición cinematográfica acreditada fue en la película para televisión Student Exchange. En 1986, apareció en un episodio especial de Teen Week del programa de juegos Scrabble de la NBC. Luego apareció en numerosos comerciales de televisión y en un episodio de la comedia Growing Pains en 1987. Su primer papel protagónico de alto perfil llegó en License to Drive (1988), coprotagonizada con Corey Haim y Corey Feldman, como una chica popular llamada Mercedes Lane, que sirve como el interés amoroso del personaje de Haim. Sus esfuerzos le valieron una nominación al premio Young Artist en la categoría de Mejor Actriz Joven en una categoría de Comedia o Fantasía Cinematográfica. Sus estrictos padres le prohibieron aceptar un papel en la comedia negra Heathers (1988), que tenía un guion rico en improperios. El mismo año, tuvo una aparición no acreditada como Danny DeVito y la madre de Arnold Schwarzenegger en Twins (durante el flashback de la concepción en el laboratorio).[cita requerida]

### 1989-1996: DeDrugstore CowboyaSwingers
En 1989, Graham apareció en Drugstore Cowboy de Gus Van Sant como Nadine, una joven cómplice adicta a las drogas de los dos personajes principales (interpretados por Matt Dillon y Kelly Lynch). Su actuación le dio un impulso inicial a su carrera y le valió una nominación para el premio Independent Spirit a la mejor actriz de reparto. Rechazó un papel fijo en una telenovela y un contrato de tres películas con un estudio importante porque pensó que sería demasiado restrictivo. Después de Drugstore Cowboy, apareció en la comedia negra I Love You to Death de Lawrence Kasdan (1990), junto a William Hurt y Keanu Reeves, y en la película de rock and roll Shout (1991), por la que recibió un premio. nominación al premio Young Artist a la Mejor Actriz Protagónica en una Película.
Después de que Graham coprotagonizara con Benicio del Toro un comercial de Calvin Klein dirigido por David Lynch, el director la eligió como Annie Blackburn en Twin Peaks, donde apareció en los últimos seis episodios. Tras la cancelación del programa, Graham repitió el papel de Blackburn en la película de 1992 Twin Peaks: Fire Walk with Me, que sirve como precuela de la serie.
Apareció en Diggstown (1992), junto a James Woods; la bien recibida Six Degrees of Separation (1993), junto a Will Smith; y The Ballad of Little Jo (1993), junto a Ian McKellen antes de volver a formar equipo con Gus Van Sant para la adaptación cinematográfica criticada de Even Cowgirls Get the Blues, junto a Uma Thurman. El mismo año interpretó a Mary Kennedy Taylor en Mrs. Parker and the Vicious Circle. En 1995, interpretó a Jackie en los mal recibidos Desert Winds y fue estrella invitada en un episodio de la serie de televisión Fallen Angels. Tuvo un papel pequeño pero importante en Swingers (1996), donde interpretó a Lorraine, el interés amoroso de Jon Favreau. También interpretó un pequeño papel como Maggie Bowen en Entertain Angels: The Dorothy Day Story (1996).

### 1997-2003: Industria más amplia y reconocimiento público
La popularidad de Graham aumentó significativamente después de interpretar a una joven estrella del porno en la película aclamada por la crítica Boogie Nights (1997). El elenco recibió una nominación para el premio del Sindicato de Actores por mejor reparto de una película. El mismo año, también protagonizó la película de Gregg Araki Nowhere, y tuvo un cameo en el éxito de terror Scream 2. Posteriormente fue elegida para Two Girls and a Guy (1998), una película basada principalmente en el diálogo entre los personajes, filmada en once días, que fue coprotagonizada por Robert Downey Jr. y Natasha Gregson; y la película de ciencia ficción Lost in Space, que recibió críticas en su mayoría negativas y recaudó 69 117 629 dólares a nivel nacional con un presupuesto de producción de ochenta millones. El elenco fue contratado para las secuelas que aún no se han realizado.
Interpretó a Felicity Shagwell en la secuela Austin Powers: The Spy Who Shagged Me (1999), que fue un éxito de taquilla. Shagwell es uno de sus papeles más conocidos y se convirtió en uno de los favoritos de los fans. Su turno como Shagwell también le valió una nominación al premio Saturn a la mejor actriz. Apareció en el video musical de la versión de Lenny Kravitz de «American Woman», canción principal de la BSO de la película con el mismo nombre. También en 1999, Graham coprotagonizó a Daisy en la película Bowfinger, junto a Steve Martin y Eddie Murphy.
La película de 2000 Committed fue su primera interpretación como protagonista. Interpretó a Joline, una joven esposa devota y sin razón que buscaba al marido que la abandonó. Si bien la película en sí recibió críticas mixtas a negativas, los críticos sintieron que «Graham demuestra que puede interpretar a un personaje central», pero señalaron que «no es suficiente para que Committed sea un éxito». Al año siguiente, coprotagonizó a Annie Matthews, una mujer infelizmente casada, en Sidewalks of New York de Edward Burns. En 2003, protagonizó junto a Joseph Fiennes la película debut en inglés de Chen Kaige, Killing Me Softly, que recibió una respuesta abrumadoramente negativa de los críticos y un 0 % en Rotten Tomatoes, con el consenso: «La primera película en inglés del respetado director Chen Kaige. es un thriller erótico espectacularmente equivocado, con giros en la trama ridículos y diálogos dignos de vergüenza». En 2009, el sitio también lo calificó como el número doce en la cuenta regresiva de las peores películas de los últimos diez años.
Las otras apariciones de Graham en la corriente principal incluyen interpretar una versión ficticia de la víctima del asesinato de Jack el Destripador, Mary Kelly, en la película From Hell (2001), protagonizada por Johnny Depp; Anger Management (2003), protagonizada por Adam Sandler y Jack Nicholson; la comedia de los hermanos Farrelly Say It Isn't So (2001), junto a Sally Field; The Guru, coprotagonizada por Jimi Mistry, y Hope Springs (2003), coprotagonizada por Colin Firth.

### 2004-2008: Enfoque en películas y televisión independientes

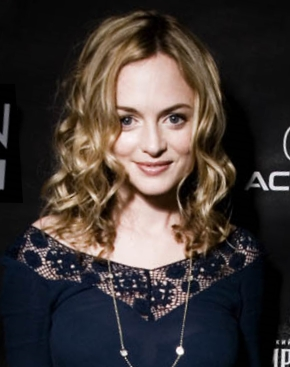
Graham en junio de 2007.

Durante este período, Graham protagonizó las películas independientes Gray Matters, Broken, Adrift in Manhattan (todas estrenadas en 2007) y Miss Conception (2008), que recibieron críticas negativas a mixtas y la mayoría de ellas pasaron desapercibidas en la taquilla. Su película de 2005 Mary tiene una calificación fresca del 63 % en Rotten Tomatoes, su primera película «fresh» desde Bowfinger. La película se estrenó en el Festival Internacional de Cine de Venecia de 2005, donde ganó el Premio Especial del Jurado, así como tres premios menores. La película también se proyectó en el Festival Internacional de Cine de Toronto de 2005, el Festival de Cine de Deauville y el Festival Internacional de Cine de San Sebastián, y fue coprotagonizada por Juliette Binoche, Forest Whitaker, Marion Cotillard y Matthew Modine. En 2006, coprotagonizó Bobby como Angela; El elenco de la película fue nominado para un premio del Sindicato de Actores por Mejor Interpretación de un Elenco en una Película.
Durante este período, Graham también habló sobre el desarrollo de una película de comedia titulada The Accidental Virgin, que se habría centrado en la «confusión sexual femenina», contando la historia de una mujer que no ha tenido relaciones sexuales en un año. La película no se ha realizado. También dijo que estaría interesada en dirigir en el futuro si es «algo que, está ardiendo en mi mente, lo que necesito hacer».
En televisión, Graham se interpretó a sí misma en un episodio de la serie de televisión Sex and the City. Se le otorgó el estatus de estrella invitada especial en nueve episodios de Scrubs de NBC-TV durante su cuarta temporada (2004-2005), y también apareció como profesora de ética de George Michael Bluth en un episodio de la serie de televisión de Fox, Arrested Development en 2004. Interpretó Emily Sanders en Emily's Reasons Why Not, pero la comedia se canceló después de emitir solo un episodio.

### 2009-presente:The Hangovery proyectos recientes
En 2009, Graham interpretó a la estríper con corazón de oro, Jade, en The Hangover, que se estrenó con éxito de crítica y taquilla. Ella ganó el papel después de que Lindsay Lohan lo rechazara. Aunque no regresó para la secuela The Hangover Part II, repitió su papel en la última entrega de la trilogía, The Hangover Part III. En 2010, protagonizó Boogie Woogie, seguida de papeles en las películas infructuosas Father of Invention, 5 Days of War, Judy Moody and the Not Bummer Summer (todas estrenadas en 2011) y About Cherry (2012).
Graham prestó su voz al personaje de Antonia Bayle en el juego de rol en línea EverQuest 2.
Interpretó a Meredith Crown en At Any Price, protagonizada por Dennis Quaid y Zac Efron, y fue seleccionada para competir por el León de Oro en el 69° edición del Festival Internacional de Cine de Venecia, y luego se proyectó como selección oficial en los Festivales de Cine de Telluride y Toronto. Los próximos papeles incluyen a la abogada de la mafia Annette Stratton-Osborne en Behaving Badly y a la escritora de cuentos Mary Bellanova en My Dead Boyfriend (ambas de 2014). Escribió un guion de comedia llamado Half Magic, que dijo que quería dirigir. Dijo que la historia se centra en «estas amigas y la sexualidad y en las personas que sienten vergüenza por la sexualidad y aprenden a tener una actitud más saludable al respecto [...] También se ocupa de las relaciones entre hombres y mujeres y el sexismo».[cita requerida]
En 2012, fue miembro del jurado del 15.ª edición del Festival Internacional de Cine de Shanghái.
En 2014, protagonizó la segunda adaptación de la novela de V. C. Andrews Flowers in the Attic en la cadena Lifetime. Interpretó el personaje de Corrine Dollanganger, una madre malvada que encierra a sus cuatro hijos en un ático para recibir una herencia de su padre moribundo. Graham también apareció en dos secuelas de películas para televisión basadas en V.C. La serie de Andrews: Petals on the Wind y If There Be Thorns, continúa interpretando el papel de Corrine Dollanganger. Apareció en la última temporada de Californication como la madre del hijo perdido de David Duchovny.
En 2018, coprotagonizó la serie de comedia oscura de David Cross Bliss, que fue lanzada por el servicio de transmisión BritBox. Está protagonizada por Stephen Mangan como Andrew, un escritor de viajes fraudulento, que lucha por mantener relaciones a largo plazo con dos socios, Kim (Graham) y Denise (Jo Hartley), que no se conocen entre sí.

## Vida personal
En 2011 comenzó a salir con el guionista, Yaniv Raz. La pareja se separó en 2011. Sin embargo, retomaron la relación el mismo año y siete años después, en el 2018, terminan definitivamente su relación amorosa.
Graham está alejada de sus padres. En cuanto a la percepción de los medios acerca de su relación con sus padres, afirmó: «Realmente no me gusta hablar sobre mis padres. Porque siento que se malinterpreta en la prensa...».
Lleva practicando la meditación trascendental desde 1991 después de que David Lynch se la descubriera. También expresó su disgusto por los reality shows, afirmando en una entrevista en 2007: «Creo que algo de eso, parece extraño – ¿por qué todos queremos ver a la gente tan miserable? El dolor y la miseria de otras personas – parece un poco triste».

## Filmografía

### Cine
| Año  | Título                                     | Rol                       | Notas                         |
| ---- | ------------------------------------------ | ------------------------- | ----------------------------- |
| 1984 | Mrs. Soffel                                | Factory Girl              | No acreditado                 |
| 1988 | License to Drive                           | Mercedes Lane             |                               |
| 1988 | Twins                                      | Mary Ann Benedict (joven) | No acreditado                 |
| 1989 | Drugstore Cowboy                           | Nadine                    |                               |
| 1990 | I Love You to Death                        | Bridget                   |                               |
| 1991 | Guilty as Charged                          | Kimberly                  |                               |
| 1991 | Shout                                      | Sara Benedict             |                               |
| 1992 | Twin Peaks: Fire Walk with Me              | Annie Blackburn           |                               |
| 1992 | Diggstown                                  | Emily Forrester           |                               |
| 1993 | The Ballad of Little Jo                    | Mary Addie                |                               |
| 1993 | Even Cowgirls Get the Blues                | la vaquera Heather        |                               |
| 1993 | Six Degrees of Separation                  | Elizabeth                 |                               |
| 1994 | Mrs. Parker and the Vicious Circle         | Mary Kennedy Taylor       |                               |
| 1994 | Don't Do It                                | Suzanna                   |                               |
| 1995 | Desert Winds                               | Jackie                    |                               |
| 1995 | Terrified                                  | Olive                     |                               |
| 1996 | Swingers                                   | Lorraine                  |                               |
| 1996 | Entertaining Angels: The Dorothy Day Story | Maggie Bowen              |                               |
| 1997 | Nowhere                                    | Lilith                    |                               |
| 1997 | Two Girls and a Guy                        | Carla Bennett             |                               |
| 1997 | Boogie Nights                              | Brandy / Rollergirl       |                               |
| 1997 | Kiss & Tell                                | Susan Pretsel             |                               |
| 1997 | Scream 2                                   | 'Stab' Casey Becker       | Cameo                         |
| 1998 | Lost in Space                              | Dra. Judy Robinson        |                               |
| 1999 | Austin Powers: The Spy Who Shagged Me      | Felicity Shagwell         |                               |
| 1999 | Bowfinger                                  | Daisy                     |                               |
| 2000 | Committed                                  | Joline                    |                               |
| 2001 | Say It Isn't So                            | Josephine Wingfield       |                               |
| 2001 | Sidewalks of New York                      | Annie                     |                               |
| 2001 | From Hell                                  | Mary Jane Kelly           |                               |
| 2002 | Killing Me Softly                          | Alice Tallis              |                               |
| 2002 | The Guru                                   | Sharonna                  |                               |
| 2003 | Anger Management                           | Kendra                    | Cameo no acreditado           |
| 2003 | Hope Springs                               | Mandy                     |                               |
| 2004 | Blessed                                    | Samantha Howard           |                               |
| 2005 | Mary                                       | Elizabeth Younger         |                               |
| 2005 | Cake                                       | Pippa McGee               | También productora ejecutiva  |
| 2006 | The Oh in Ohio                             | Justine                   |                               |
| 2006 | Bobby                                      | Angela                    |                               |
| 2006 | Gray Matters                               | Gray Baldwin              |                               |
| 2006 | Broken                                     | Hope                      |                               |
| 2007 | Adrift in Manhattan                        | Rose Phipps               |                               |
| 2007 | Have Dreams, Will Travel                   | Aunt                      |                               |
| 2008 | Alien Love Triangle                        | Elizabeth                 | Cortometraje                  |
| 2008 | Miss Conception                            | Georgina Salt             |                               |
| 2008 | Baby on Board                              | Angela Marks              |                               |
| 2009 | ExTerminators                              | Alex                      |                               |
| 2009 | The Hangover                               | Jade                      |                               |
| 2009 | Boogie Woogie                              | Beth Freemantle           |                               |
| 2010 | Father of Invention                        | Phoebe                    |                               |
| 2011 | The Flying Machine                         | Georgie                   |                               |
| 2011 | Son of Morning                             | Josephine Tuttle          |                               |
| 2011 | 5 Days of War                              | Miriam Eisner             |                               |
| 2011 | Judy Moody and the Not Bummer Summer       | Aunt Opal                 |                               |
| 2012 | About Cherry                               | Margaret                  |                               |
| 2012 | At Any Price                               | Meredith Crown            |                               |
| 2013 | The Hangover Part III                      | Jade                      |                               |
| 2013 | Compulsion                                 | Amy                       |                               |
| 2013 | Horns                                      | Veronica                  |                               |
| 2014 | Goodbye to All That                        | Stephanie                 |                               |
| 2014 | Behaving Badly                             | Annette Stratton-Osborne  |                               |
| 2016 | Norm of the North                          | Vera (voz)                |                               |
| 2016 | My Dead Boyfriend                          | Mary McCrawley            |                               |
| 2017 | Wetlands                                   | Savannah                  |                               |
| 2017 | Last Rampage                               | Dorothy Tison             |                               |
| 2018 | Half Magic                                 | Honey                     | También directora y guionista |
| 2019 | The Rest of Us                             | Cami                      |                               |
| 2020 | Desperados                                 | Angel de la Paz           |                               |
| 2020 | Love Guaranteed                            | Tamara Taylor             |                               |
| 2020 | Wander                                     | Sheily Luscomb            |                               |
| 2023 | Suitable Flesh                             | Elizabeth Derby           |                               |
| 2023 | On a Wing and a Prayer                     | Terri White               |                               |
| 2023 | Mejor Navidad ¡Imposible!                  | Charlotte Sanders         |                               |

### Televisión
| Año       | Título                  | Rol                           | Notas                                   |
| --------- | ----------------------- | ----------------------------- | --------------------------------------- |
| 1987      | Growing Pains           | Cindy / Samantha              | 2 episodios                             |
| 1987      | Student Exchange        | Dorrie Ryder                  | Película de televisión                  |
| 1991      | Twin Peaks              | Annie Blackburn               | 6 episodios                             |
| 1992      | O Pioneers!             | Alexandra Bergson (joven)     | Película de televisión                  |
| 1995      | Fallen Angels           | Carol Whalen                  | Episodio: «Tomorrow I Die»              |
| 1996      | The Outer Limits        | Alicia                        | Episodio: «Resurrection»                |
| 1996      | Bullet Hearts           | Carlene Prue                  | Episodio: «Pilot»                       |
| 1998      | Fantasy Island          | Jackie                        | Episodio: «Pilot»                       |
| 1999      | Saturday Night Live     | Ella misma                    | Episodio: «Heather Graham/Marc Anthony» |
| 2002      | Sex and the City        | Ella misma                    | Episodio: «Critical Condition»          |
| 2004      | Arrested Development    | Beth Baerly                   | Episodio: «Shock and Aww»               |
| 2004-2005 | Scrubs                  | Dr. Molly Clock               | 9 episodios                             |
| 2006      | Emily's Reasons Why Not | Emily Sanders                 | 7 episodios (también productora)        |
| 2011      | Little in Common        | Ellie Weller                  | Episodio: «Pilot»                       |
| 2011      | Portlandia              | Heather                       | Episodio: «Baseball»                    |
| 2014      | Flowers in the Attic    | Corrine Dollanganger/Foxworth | Película de televisión                  |
| 2014      | Petals on the Wind      | Corrine Winslow               | Película de televisión                  |
| 2014      | Californication         | Julia                         | 9 episodios                             |
| 2015      | If There Be Thorns      | Corrine Foxworth              | Película de televisión                  |
| 2015      | Studio City             | Stevie                        | Episodio: «Pilot»                       |
| 2016-2017 | Flaked                  | Tilly                         | 4 episodios                             |
| 2016-2018 | Angie Tribeca           | Diana Duran                   | 5 episodios                             |
| 2017      | Law & Order True Crime  | Judalon Smyth                 | 7 episodios                             |
| 2018      | Bliss                   | Kim                           | 6 episodios                             |
| 2018      | Get Shorty              | Chica Banana                  | 2 episodios                             |
| 2020      | The Stand               | Rita Blakemoor                | Episodio: «Pocket Savior»               |

### Videojuegos
| Año  | Título                      | Rol                           | Notas |
| ---- | --------------------------- | ----------------------------- | ----- |
| 2004 | EverQuest II                | Antonia Bayle/Reina de Qeynos | Voz   |
| 2015 | Call of Duty: Black Ops III | Jessica Rose                  | Voz   |

## Premios y nominaciones
| Año  | Premio                                                             | Título                                | Resultado |
| ---- | ------------------------------------------------------------------ | ------------------------------------- | --------- |
| 1989 | Premio Young Artist a la Mejor Actriz en Fantasía o Comedia        | License to Drive                      | Nominada  |
| 1990 | Mejor actriz de reparto                                            | Drugstore Cowboy                      | Nominada  |
| 1992 | Premio Young Artist a la Mejor Actriz estelar Joven                | Shout                                 | Nominada  |
| 1998 | Florida Film Critics Circle Award, Best Ensemble Cast              | Boogie Nights                         | Ganadora  |
| 1998 | Premio MTV Movie + TV Award a la Mejor Artista revelación Femenina | Boogie Nights                         | Ganadora  |
| 1998 | Mejor reparto                                                      | Boogie Nights                         | Nominada  |
| 1999 | ShoWest Convention Award, Female Star of Tomorrow                  |                                       | Ganadora  |
| 2000 | Blockbuster Entertainment Award a la mejor actriz — Comedia        | Bowfinger                             | Nominada  |
| 2000 | Blockbuster Entertainment Award a la mejor actriz — Comedia        | Austin Powers: The Spy Who Shagged Me | Ganadora  |
| 2000 | Nickelodeon Kids' Choice Awards (comparetido con Mike Myers)       | Austin Powers: The Spy Who Shagged Me | Nominada  |
| 2000 | Mejor actriz                                                       | Austin Powers: The Spy Who Shagged Me | Nominada  |
| 2006 | Hollywood Film Festival Award, Ensemble del año                    | Bobby                                 | Ganadora  |
| 2007 | Mejor actuación en Ensemble                                        | Bobby                                 | Nominada  |
| 2007 | Premio del Sindicato de Actores al mejor reparto                   | Bobby                                 | Nominada  |
| 2009 | Award Circuit Community Award, Best Cast Ensemble                  | The Hangover                          | Nominada  |
| 2017 | San Diego International Film Festival Virtuoso Award               |                                       | Ganadora  |